# New England Patriots 1973
La stagione 1973 dei New England Patriots è stata la 4ª della franchigia nella National Football League, la 14ª complessiva e la prima con Chuck Fairbanks come capo-allenatore, che veniva da sei stagioni come allenatore degli Oklahoma Sooners. La squadra concluse con 5 vittorie e 9 sconfitte al terzo posto della AFC East division.
Nel Draft NFL 1973, i Patriots scelsero future stelle come John Hannah, Sam Cunningham, Ray Hamilton e Darryl Stingley. Tra gli assistenti allenatori in attacco vi furono futuri capo-allenatori nella NFL come Ron Erhardt, Sam Rutigliano, 
e Red Miller.

## Calendario
| Turno | Data       | Avversario             | Risultato | Pubblico |
| ----- | ---------- | ---------------------- | --------- | -------- |
| 1     | 16/9/1973  | Buffalo Bills          | S 31–13   | 56,119   |
| 2     | 23/9/1973  | Kansas City Chiefs     | S 10–7    | 57,918   |
| 3     | 30/9/1973  | at Miami Dolphins      | S 44–23   | 62,508   |
| 4     | 7/10/1973  | Baltimore Colts        | V 24–16   | 57,044   |
| 5     | 14/10/1973 | New York Jets          | S 9–7     | 58,659   |
| 6     | 21/10/1973 | at Chicago Bears       | V 13–10   | 47,643   |
| 7     | 28/10/1973 | Miami Dolphins         | S 30–14   | 57,617   |
| 8     | 4/11/1973  | at Philadelphia Eagles | S 24–23   | 65,070   |
| 9     | 11/11/1973 | at New York Jets       | S 33–13   | 51,034   |
| 10    | 18/11/1973 | Green Bay Packers      | V 33–24   | 60,525   |
| 11    | 25/11/1973 | at Houston Oilers      | V 32–0    | 27,344   |
| 12    | 2/12/1973  | San Diego Chargers     | V 30–14   | 58,150   |
| 13    | 9/12/1973  | at Buffalo Bills       | S 37–13   | 72,470   |
| 14    | 16/12/1973 | at Baltimore Colts     | S 18–13   | 52,065   |

## Classifiche
| AFC East             | AFC East | AFC East | AFC East | AFC East | AFC East | AFC East | AFC East | AFC East | AFC East |
|                      | V        | S        | P        | %        | DIV      | CONF     | PF       | PS       | Str.     |
| -------------------- | -------- | -------- | -------- | -------- | -------- | -------- | -------- | -------- | -------- |
| Miami Dolphins       | 12       | 2        | 0        | .857     | 7–1      | 9–2      | 343      | 150      | V1       |
| Buffalo Bills        | 9        | 5        | 0        | .643     | 6–2      | 7–4      | 259      | 230      | V4       |
| New England Patriots | 5        | 9        | 0        | .357     | 1–7      | 3–8      | 258      | 300      | S2       |
| New York Jets        | 4        | 10       | 0        | .286     | 4–4      | 4–7      | 240      | 306      | S2       |
| Baltimore Colts      | 4        | 10       | 0        | .286     | 2–6      | 2–9      | 226      | 341      | V2       |